# USS Enterprise (NCC-1701)
La USS Enterprise (NCC-1701) è un'astronave immaginaria dell'universo di Star Trek, apparsa per la prima volta nella serie televisiva originale. Appartiene alla Classe Constitution ed è un incrociatore pesante varato nel 2245 e commissionato dalla Flotta Stellare della Federazione Unita dei Pianeti.
L'Enterprise classificata come NCC-1701 è la seconda nave a curvatura della Flotta Stellare a portare questo nome, ma la prima ad appartenere alla Federazione dei Pianeti Uniti. La precedente, l'Enterprise NX-01, è il primo vascello a lungo raggio della Flotta Stellare della Terra Unita, protagonista della serie Star Trek: Enterprise.
Il codice identificativo NCC sembra sia stato scelto per la sua similarità con l'attuale codice di identificazione utilizzato dalla Marina militare statunitense.
Nel corso della saga di Star Trek si sono viste quattro differenti versioni della stessa astronave. La prima versione è quella presente nella serie classica e serie animata. La seconda versione è quella presente nei primi tre film (Star Trek del 1979, Star Trek II - L'ira di Khan del 1982 e Star Trek III - Alla ricerca di Spock del 1984), in cui è stata radicalmente ridisegnata. Una terza versione è presente nei film della cosiddetta Kelvin Timeline (Star Trek del 2009, Into Darkness - Star Trek del 2013 e Star Trek Beyond del 2016), nella quale la nave ha un diverso design, una diversa capacità di carico, dimensioni e massa leggermente differenti, entra in servizio dieci anni più tardi e viene costruita a Riverside, Iowa, invece che in orbita attorno alla Terra. Una quarta versione, più simile alla prima, è quella presente nelle nuove serie dell'Expanded Universe: Discovery, Short Treks e Strange New Worlds.

## USSEnterpriseNCC-1701 (serie classica)
Compare nella serie classica, nella serie animata e in una puntata di Star Trek: Deep Space Nine.

### Storia
Il primo ufficiale comandante conosciuto del vascello è Robert April: in seguito al comando della nave vi fu Christopher Pike che svolse la funzione di capitano tra il 2251 e il biennio 2261-2262, a cui succedette James T. Kirk, protagonista della serie originale.
Nel quinquennio 2264-2269 l'Enterprise, sotto il comando di Kirk, porta a termine incarichi di notevole importanza per la sicurezza della Federazione, che vanno dall'impedire un nuovo conflitto con l'Impero Stellare Romulano nel 2266, alla stipula di un trattato con l'Impero Klingon, provvedendo inoltre a entrare in contatto con specie aliene sconosciute e a studiare fenomeni di notevole interesse scientifico. Questi avvenimenti sono mostrati, in buona parte, nella prima serie televisiva di Star Trek.

### Disposizione dei servizi a bordo
Ponte 1
- plancia

Ponte 3
- sala ricreativa 6

Ponte 4
- alloggi dell'equipaggio

Ponte 5
- infermeria
- alloggi dell'equipaggio

Ponte 6
- alloggi dell'equipaggio

Ponte 8
- armeria

Ponte 12
- alloggio di Janice Rand

Ponte 17
- alloggi dell'equipaggio

Ponte 19
- sala macchine principale

### Equipaggio
Ufficiali comandanti:
- Capitano Robert April (2245-2250)
- Capitano Christopher Pike (2251-2263)
- Capitano James T. Kirk (2264-2269), come Ammiraglio (2271-2276)

#### Equipaggio sotto il comando di James T. Kirk (2264-2269)
- Primo ufficiale/Ufficiale esecutivo e Ufficiale scientifico:
  - Tenente Comandante/Comandante Spock (2264-2269)
- Ingegnere capo e Secondo ufficiale:
  - Tenente Comandante Montgomery Scott (2264-2269)
- Ufficiale medico capo:
  - Dottor Mark Piper (2265)
  - Tenente Comandante Leonard McCoy (2266-69)
- Timoniere:
  - Tenente Lee Kelso (2265)
  - Tenente Hikaru Sulu (2266-69)
- Navigatore:
  - Tenente Comandante Gary Mitchell (2265)
  - Guadiamarina Pavel Andreivich Chekov (2267-68)
  - Tenente Arex (2269)
- Ufficiale addetto alle comunicazioni:
  - Tenente Alden (2265)
  - Tenente Uhura (2266-69)
- Capo della sicurezza:
  - Tenente Comandante Giotto (2267)
- Infermiera:
  - Christine Chapel (2264-2269)

## USSEnterpriseNCC-1701 (versione ridisegnata - film)
Appare nei film Star Trek (1979), L'ira di Khan e Alla ricerca di Spock.

### Storia
Dopo la missione quinquennale di Kirk l'astronave è sottoposta a un'intensa operazione di refit, come si può vedere nel film Star Trek del 1979, primo episodio cinematografico della serie. Gli aggiornamenti richiesero due anni e mezzo e furono supervisionati dal capitano Willard Decker. L'astronave comunque è prematuramente richiamata in servizio nel 2271 per affrontare la crisi V'ger, durante la quale il comando ritorna temporaneamente a Kirk, ora retroammiraglio.
È opinione comune tra i fan che dopo aver affrontato la crisi Kirk abbia guidato un'altra missione quinquennale. Sebbene questo fatto sia avallato da una serie di romanzi e racconti questi sono considerati non canonici e quindi per il canone di Star Trek sono considerati pure speculazioni. Ufficialmente, nell'anno 2285 il vascello è comandato dal capitano vulcaniano Spock, ex primo ufficiale di Kirk, che utilizza l'Enterprise come nave scuola per i nuovi cadetti della Flotta Stellare.
Nel film Star Trek II - L'ira di Khan il dittatore terrestre del XX secolo Khan Noonien Singh (risvegliato dall'ibernazione nel 2267) ruba la USS Reliant (NCC-1864) e la utilizza per impadronirsi del Progetto Genesis, un dispositivo di terraformazione ma anche potenziale arma di distruzione di massa, con cui intende vendicarsi di Kirk, che gli aveva impedito di tornare al potere esiliandolo lontano dalla civiltà.
Sorpresa durante una crociera di addestramento, l'Enterprise viene gravemente danneggiata, ma Kirk, nuovamente al comando, con l'aiuto di Spock riesce a sua volta a danneggiare la Reliant. Khan, oramai sconfitto, cerca di utilizzare il Progetto Genesis per distruggere la sua nave e quella di Kirk, ma un estremo sacrificio di Spock riesce a salvare l'Enterprise, che riesce a tornare sulla Terra.
Nel film Star Trek III - Alla ricerca di Spock la Flotta Stellare decide di mettere in disarmo la nave, vista la sua età e le riparazioni che sarebbero necessarie. Kirk e i suoi ufficiali superiori Leonard McCoy, Montgomery Scott, Hikaru Sulu, Uhura e Pavel Chekov, comunque, rubano la nave per poter tornare in orbita sul pianeta nato dalla detonazione del progetto Genesis, dove era stato sepolto il corpo senza vita di Spock; l'equipaggio tuttavia aveva successivamente scoperto che il loro collega prima di morire aveva trasferito il proprio katra (l'equivalente vulcaniano dell'anima umana) nel corpo di McCoy, così da poterlo reinserire nel proprio cadavere tramite un apposito rituale. Sul pianeta il vascello combatte con uno sparviero klingon giunto a indagare sull'applicazione militare del Genisis e, sebbene l'Enterprise sia teoricamente più potente, i molti danni e l'equipaggio ai minimi termini rendono impari la battaglia. Kirk si teletrasporta sul pianeta con l'equipaggio e dopo aver fatto teletrasportare l'equipaggio Klingon sull'Enterprise ne avvia l'autodistruzione, provocandone la morte, con l'eccezione del capitano e di due ufficiali, poi sopraffatti dagli uomini di Kirk.
Dopo la distruzione della nave l'equipaggio riesce a impossessarsi dello sparviero klingon e con questa nave fugge dall'esplosione del pianeta Genesis e riesce a tornare sul pianeta Vulcano per resuscitare Spock, salvando poi la Terra da una sonda aliena che ne minaccia l'ecosistema (Rotta verso la Terra). In seguito Kirk viene degradato a capitano per aver disobbedito a un ordine diretto di un superiore utilizzando per un'ultima volta l'Enterprise e viene posto al comando della USS Enterprise NCC-1701-A, un vascello esternamente identico al precedente. La tradizione di utilizzare il numero di registro NCC-1701 verrà seguita anche negli anni successivi, arrivando fino al XXVI secolo secondo le informazioni riportate da alcuni viaggiatori del tempo.

### Equipaggio

#### Equipaggio sotto il comando di Willard Decker / James T. Kirk (2271-2285)
- Ufficiali comandanti:
  - Capitano Willard Decker (2270-2271, durante la ristrutturazione)
  - Ammiraglio James T. Kirk (2271-2276)
  - Capitano Spock (2277-2285)
- Primo ufficiale/Ufficiale esecutivo e Ufficiale scientifico:
  - Comandante Spock (2271-2276)
- Ingegnere capo e Secondo ufficiale:
  - Comandante Montgomery Scott (2271-)
- Ufficiale medico capo:
  - Comandante Leonard McCoy (2271-)
- Timoniere:
  - Tenente Comandante Hikaru Sulu (2271-)
- Navigatore:
  - Tenente Ilia (2271)
- Ufficiale addetto alle comunicazioni:
  - Tenente Comandante Uhura (2271-)
- Ufficiale tattico/Capo della sicurezza:
  - Tenente Pavel Chekov (2272-)

## USSEnterpriseNCC-1701 (Kelvin timeline)

### Caratteristiche
Come conseguenza diretta agli attacchi alla USS Kelvin avvenuti nel 2233, la USS Enterprise della Kelvin timeline, al pari del resto delle astronavi della flotta, risulta notevolmente più massiccia e maggiormente corazzata, essendo quasi tre volte più lunga e circa 5 volte più pesante rispetto alla sua controparte della serie classica. Inoltre è, per tecnologia e armamento, paragonabile alla USS Enterprise B della linea classica del franchise. Le forme sono decisamente più sinuose e aerodinamiche, allontanandosi dalle forme spigolose della serie originale e donando un senso di modernità più vicina alla concezione del futuro odierna. La sezione delle gondole è stata totalmente ridisegnata, conferendo una forma molto più allungata e massiccia appoggiata su piloni ricurvi, abbandonando la classica luce rossa in favore di una blu elettrica. La sezione superiore del disco è leggermente diversa dall'originale, con un ponte più rialzato e un diametro decisamente maggiore. L'hangar navette, più spazioso, può ospitare oltre venti shuttle da trasporto.
Il ponte principale è stato quasi totalmente ridisegnato, come del resto tutti gli interni della nave, abbandonando i caratteristici corridoi con porte colorate a favore di passaggi molto illuminati, bianchi. La plancia consta di quattro nuove postazioni ai lati del capitano, vari vetri o pareti trasparenti dove scorrono gli ologrammi, pannelli touch-screen interattivi e ologrammi proiettati sul vetro principale che indicano la situazione della nave e la velocità di curvatura, il tutto ricoperto da una cupola azzurra molto luminosa. La sala teletrasporto ha ora l'entrata collocata di fronte al trasportatore e non più a fianco; inoltre è presente un vetro di protezione davanti alla postazione di controllo del trasportatore. La sala motori si distacca dalla luminosità dei ponti superiori, presentandosi più come una parte di un complesso industriale, con svariati tubi che portano materiali al nucleo (composto da varie capsule di antimateria) e ponti metallici collegati tra loro da svariate scale.

### Storia

#### Star Trek(film 2009)
Nella realtà alternativa creata dal viaggio a ritroso nel tempo della astronave Narada e di Spock, l'Enterprise ed il suo equipaggio affrontano e sconfiggono l'equipaggio romulano dopo che esso ha distrutto il pianeta Vulcano e minacciava di fare altrettanto con la Terra. La cattura del capitano Pike da parte dei Romulani e la rinuncia al comando da parte del capitano facente funzioni Spock fanno sì che il comando passi a Kirk, nominato Primo Ufficiale da Pike. A seguito della sconfitta dei Romulani, del salvataggio della Terra da essi minacciata ed alla promozione a viceammiraglio di Pike, Kirk viene nominato capitano dell'Enterprise.

#### Into Darkness
Un anno dopo Kirk, a causa di una violazione della prima direttiva viene escluso dal comando della nave che viene riassegnata all'ammiraglio Pike, con Kirk come primo ufficiale. Poche ore dopo però Pike viene ucciso da Khan e Kirk, riottenuto il comando della nave, chiede ed ottiene dall'ammiraglio di flotta Alexander Marcus il permesso di inseguire il criminale su Qo'noS per ucciderlo. Marcus fornisce all'Enterprise una serie di missili di nuova concezione da utilizzare per la missione. Kirk decide di tentare la cattura di Khan, cosa che comporta la morte di alcuni Klingon per mano del criminale. Poco dopo il completamento della missione, il propulsore a curvatura subisce un guasto e l'Enterprise rimane bloccata nei pressi di Qo'nos. Poco dopo sul posto giunge Marcus a bordo della USS Vengeange, una nave da guerra costruita con l'aiuto (fornito tramite coercizione) dello stesso Khan allo scopo di prepararsi ad una guerra con i Klingon che l'ammiraglio ritiene inevitabile. Il vero scopo della missione era infatti causare una guerra fra la Federazione e i Klingon: Kirk avrebbe dovuto lanciare i missili e l'Enterprise in panne sarebbe dovuta essere distrutta dai Klingon. Marcus attacca l'Enterprise ma Montgomery Scott, Kirk e Khan riescono a impedire all'ammiraglio di infliggere il colpo di grazia alla nave che però rischia di precipitare sulla Terra a causa dei danni. Kirk muore per rimettere in sesto il nucleo di curvatura della nave ma viene poi rianimato tramite l'uso del sangue di Khan che aveva dimostrato prodigiosi poteri rigenerativi. Dopo quasi un anno di riparazioni la nave ed il suo equipaggio vengono inviati in una missione di esplorazione quinquennale.

#### Star Trek Beyond
Dopo tre dei cinque anni della missione quinquennale, l'Enterprise viene inviata alla ricerca di una nave in avaria su un pianeta situato all'interno di una nebulosa inesplorata. Si tratta però di una trappola: l'Enterprise viene attaccata da un'enorme flotta di piccoli caccia contro la quale si ritrova inerme e viene completamente distrutta. Al termine del film a Kirk e il suo equipaggio viene assegnata la USS Enterprise (NCC-1701-A) ancora in costruzione.

### Equipaggio
Capitano
- Capitano Christopher Pike (2258)
- Comandante Spock (2258) (facente funzioni)
- Capitano James T. Kirk (2258-2259) (inizialmente facente funzioni con il rango di cadetto)
- Ammiraglio Christopher Pike (2259)
- Capitano James T. Kirk (2259-2263)

Primo ufficiale
- Comandante Spock (2258)
- Cadetto James Tiberius Kirk (2258)
- Comandante Spock (2258-2259, 2259-2263)
- Comandante James Tiberius Kirk (2259)

Ufficiale scientifico
- Comandante Spock (2258-2259, 2259-2263)
- Carol Marcus (2259-22xx[N 2])

Ingegnere capo
- Tenente Comandante Olson (2258)
- Tenente Comandante Montgomery Scott (2258-2259)
- Guardiamarina Pavel Chekov (2259) (facente funzioni)
- Tenente Comandante Montgomery Scott (2259-2263)

Ufficiale medico capo
- Dottor Puri (2258)
- Dottor Leonard H. McCoy (2258-2263)

Timoniere
- Tenente McKenna (2258)
- Tenente Hikaru Sulu (2258-2263)

Navigatore
- Guadamarina Pavel Chekov (2258-2263)

Ufficiale addetto alle comunicazioni
- Tenente Hawkins (2258)
- Tenente Nyota Uhura (2258-2263)

## USSEnterpriseNCC-1701 (Expanded Universe)
Appare nelle serie live-action dell'Expanded Universe, Star Trek: Discovery e Star Trek: Strange New Worlds.

### Equipaggio
Ufficiali comandanti:
- Capitano Christopher Pike (2251-2263)

#### Equipaggio sotto il primo comando di Christopher Pike (2251-2257)
- Primo ufficiale/Timoniere:
  - Tenente comandante Una Chin-Riley
- Ufficiale scientifico:
  - Lynne Lucero
  - Tenente jr. Evan Connolly
  - Guardiamarina Kroad
  - Guardiamarina/Tenente jr. Spock
- Ufficiale addetto alla sicurezza:
  - Comandante D. Nhan
- Navigatore:
  - José Tyler
  - Tenente Amin
- Ufficiale tattico:
  - Tenente Mann
- Ufficiale addetto alle comunicazioni:
  - Sottufficiale capo Garison
  - Tenente Nicola

#### Equipaggio sotto il secondo comando di Christopher Pike (2258-2263)
- Primo ufficiale:
  - Tenente comandante Una Chin-Riley
- Ufficiale scientifico:
  - Tenente jr. Spock
  - Tenente jr. Sam Kirk
- Ufficiale addetto alla sicurezza:
  - Tenente La'an Noonien-Singh
- Ufficiale medico capo:
  - Joseph M'Benga
- Timoniere:
  - Tenente Erica Ortegas
- Operazioni:
  - Tenente Jenna Mitchell
- Ingegnere capo:
  - Tenente Hemmer
  - Comandante Pelia
  - Tenente jr. Montgomery Scott
- Ufficiale addetto alle comunicazioni:
  - Cadetta/Guardiamarina Nyota Uhura
  - Guardiamarina Christina
  - Guardiamarina Shankar
- Addetto al teletrasporto:
  - Sottufficiale capo Kyle
- Infermiera:
  - Christine Chapel

## ISSEnterpriseNCC-1701
La ISS Enterprise è la controparte nell'Universo dello specchio della USS Enterprise NCC-1701. Le due navi sono pressoché identiche, a parte alcune differenze nell'estetica e agli armamenti ben più potenti nella versione ISS. La ISS Enterprise compare nell'episodio della serie televisiva originale Specchio, specchio (Mirror, Mirror, 1967), ma solo all'interno (a parte qualche fotogramma dell'esterno, dove si notano i collettori di Bussard leggermente diversi). Ricompare nell'episodio Specchi (Mirrors, 2024) della serie Star Trek: Discovery, in cui si scopre che è rimasta imprigionata in un passaggio dimensionale fra i due universi, lì abbandonata da un gruppo di fuggitivi dello "specchio", guidati dalla controparte di Saru, dopo che l'Alto Cancelliere, che aveva tentato delle riforme (presumibilmente si tratta della controparte di Spock), era stato ucciso. La nave è infine trainata dalla Discovery nell'universo "principale" dell'anno 3191.

### Equipaggio
Ufficiali comandanti:
- Capitano James T. Kirk
- Primo ufficiale/Ufficiale esecutivo e Ufficiale scientifico:
  - Tenente Comandante/Comandante Spock
- Timoniere:
  - Tenente Hikaru Sulu
- Navigatore:
  - Guadiamarina/Tenente jr. Pavel Andreivich Chekov
- Ufficiale addetto alle comunicazioni:
  - Tenente Uhura

## Merchandising (parziale)

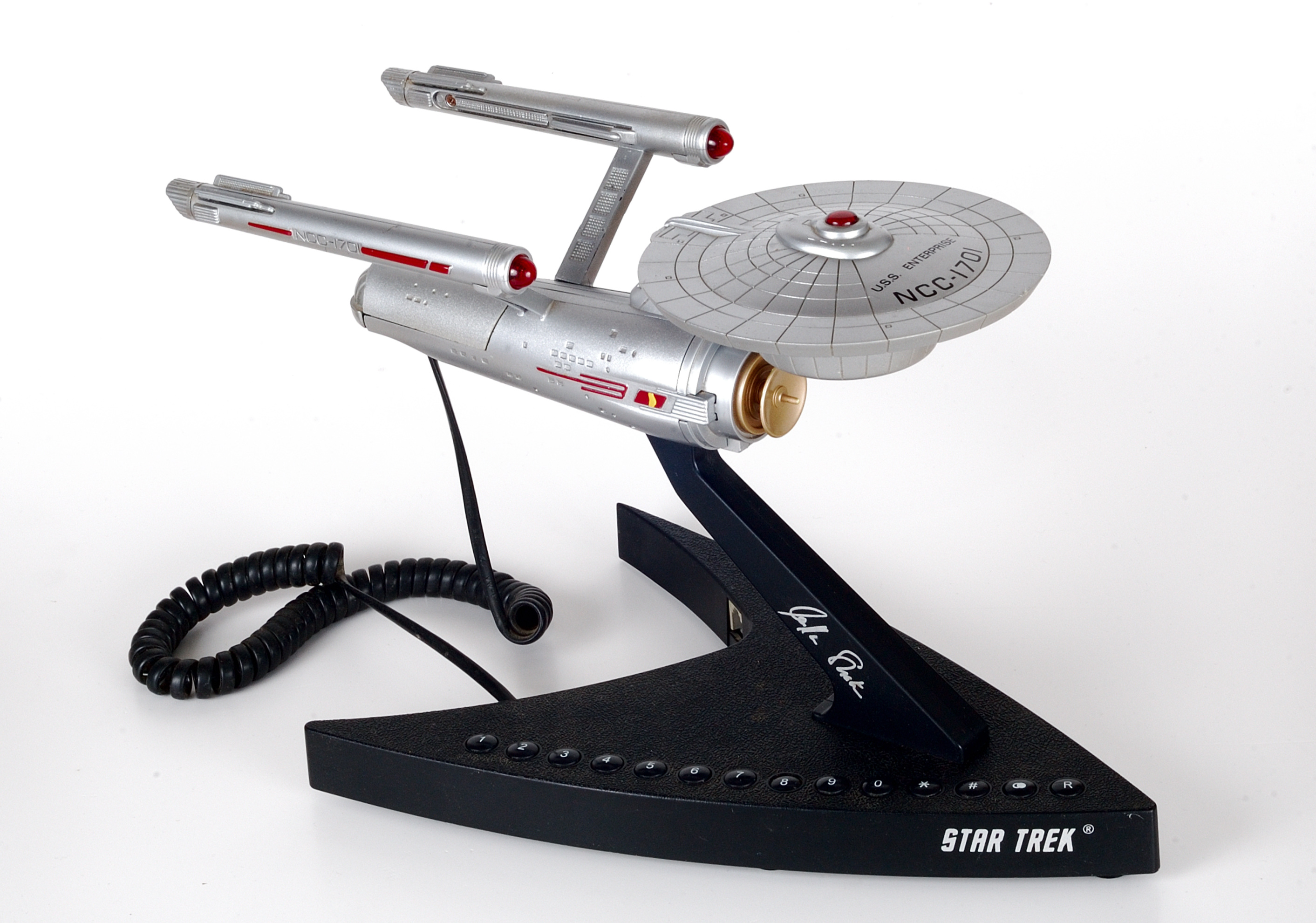
Telefono a forma di Enterprise

Esistono numerosi modelli dell'Enterprise prodotti in varie scale e commercializzate nel corso degli anni, in versione kit da montare, in modello die cast in metallo, in plastica.
- Negli anni settanta la Dinky Toys ha realizzato alcuni modelli in varie scale della USS Enterprise NCC-1701 della serie classica per il mercato britannico e statunitense, sia in metallo che in plastica.[8] Questa versione appare nei cataloghi della Dinky Toys dal 1977 al 1979.[8] Nel 1980 la casa di giocattoli britannica ne ha inoltre commercializzato una nuova versione, ispirata all'astronave del film Star Trek dell'anno precedente.[8]
- Nel 2022 la Playmobil ha realizzato una versione dell'Enterprise NCC-1701 di 100 cm di lunghezza, dotata di effetti sonori e luminosi, con vari scomparti apribili e completa di action figure dei personaggi del capitano Kirk, Spock, Uhura, McCoy, Sulu, Scotty e Chekov.[9][10]

## Filmografia parziale

### Cinema
- Star Trek (Star Trek: The Motion Picture), regia di Robert Wise (1979)
- Star Trek II - L'ira di Khan (Star Trek II: The Wrath of Khan), regia di Nicholas Meyer (1982)
- Star Trek III - Alla ricerca di Spock (Star Trek III: The Search for Spock), regia di Leonard Nimoy (1984)
- Star Trek, regia di J.J. Abrams (2009)
- Into Darkness - Star Trek (Star Trek Into Darkness), regia di J.J. Abrams (2013)
- Star Trek Beyond, regi adi Justin Lin (2016)

### Televisione
- Star Trek - serie TV, 80 episodi (1966-1969)
- Star Trek - serie animata, 22 episodi (1973-1974)
- Star Trek: Deep Space Nine - serie TV, episodio 5x06 (1996)
- Star Trek: Discovery - serie TV, 5 episodi (2018-2019)
- Star Trek: Short Treks - serie TV, episodi 1x01-1x02-1x03 (2019)
- Star Trek: Strange New Worlds - serie TV, 30 episodi (2022-2025)

## Giochi

### Videogiochi
- Star Trek Online (2010)

#### Annotazioni
1. ↑  Della sigla NCC non è mai stata data un'interpretazione ufficiale, ma esistono alcune interpretazioni non canoniche: Naval Construction Contract, Navigational Contract Code, Naval Construction Code, Naval Contact Code oppure Naval Contract Code.[1][2]
2. ↑  In Star Trek Beyond Carol Marcus non compare e non viene rivelato come o quando ha lasciato l'equipaggio.
3. ↑  Tutto ciò si può leggere in una placca che i profughi avevano apposto nalla sala teletrasporto.[7]

#### Fonti
1. ↑   Terminologia Trek, su Star Trek Italian Club. URL consultato il 6 maggio 2022.
2. ↑  (EN) NCC: Naval Construction Contract, su Abbreviation Finder, abbreviationfinder.org. URL consultato il 6 maggio 2022.
3. ↑   Mike Sussman, Star Trek: Enterprise: episodio 4x18, In uno specchio oscuro, UPN, 22 aprile 2005.
4. ↑   John Culver, Star Trek: episodio 2x6, Universi paralleli [The Counter-Clock Incident], NBC, 12 ottobre 1974.
5. ↑  (EN) Sam Stone, Star Trek: Strange New Worlds - Who Is Admiral Robert April?, su CBR, 8 maggio 2022. URL consultato il 12 marzo 2025.
6. ↑   Mike Sussman, Star Trek: Enterprise: episodio 4x18, In uno specchio oscuro, UPN, 22 aprile 2005.
7. ↑   Jörg Hillebrand [@gaghyogi49], Here's a transcription of the ISS Enterprise sickbay dedication plaque (Tweet), su X.
8. 1 2 3  (EN) 358: U.S.S. Enterprise, su Dinky Toys: TV Shows, Space and Specials. URL consultato il 21 aprile 2022.
9. ↑   Star Trek - U.S.S. Enterprise NCC-1701, su Playmobil. URL consultato il 21 aprile 2022 (archiviato dall'url originale il 24 giugno 2022).
10. ↑  (EN) Andrew Liszewski, Playmobil's USS Enterprise Is a Wonderfully Gigantic Star Trek Playset Aimed Squarely at Adult Kids, su Gizmodo, G/O Media Inc., 20 maggio 2022. URL consultato il 21 maggio 2022.